# Diezmeros
Diezmeros är en ort i Mexiko.   Den ligger i kommunen Tolimán och delstaten Querétaro Arteaga, i den centrala delen av landet, 180 km nordväst om huvudstaden Mexico City. Diezmeros ligger 1 615 meter över havet och antalet invånare är 553.
Terrängen runt Diezmeros är huvudsakligen kuperad. Diezmeros ligger nere i en dal. Runt Diezmeros är det ganska glesbefolkat, med 28 invånare per kvadratkilometer. Närmaste större samhälle är San Pablo Tolimán, 5,8 km öster om Diezmeros. Trakten runt Diezmeros består i huvudsak av gräsmarker.